# Heterophasia
Heterophasia is een geslacht van zangvogels uit de familie Leiothrichidae. Het geslacht telt zeven soorten.

## Soorten
- Heterophasia auricularis  – Witoorsibia
- Heterophasia capistrata  – Zwartkapsibia
- Heterophasia desgodinsi  – Zwartkopsibia
- Heterophasia gracilis  – Grijze sibia
- Heterophasia melanoleuca  – Ekstersibia
- Heterophasia picaoides  – Langstaartsibia
- Heterophasia pulchella  – Prachtsibia